# 龙南村落遗址
龙南村落遗址，位于江苏省苏州市吴江区梅堰镇，年代为新石器时代。为江苏省文物保护单位。
龙南村落遗址位于梅堰镇龙南村，1984年发现，面积4万平方米。发掘出古河道及村落遗址，有房屋、水井、灰坑、窖穴、道路等，以及生活生产所用的渔具、农具，牲畜、稻谷遗骸等。发掘墓葬15座，出土石器、陶器、玉器等。为典型的良渚文化早期遗址。村落完好地体现了该时期太湖流域的文化发展。